# Margarita (Rebeca Oquendo)
Margarita es una pintura al óleo creada en 1878 por la artista Rebeca Oquendo. Actualmente pertenece a la colección pictórica del palacio de Torre Tagle.

## Descripción
Margarita es la representación de Oquendo del personaje femenino trágico del mismo nombre que aparece en la novela Fausto del alemán Goethe. La Margarita de Oquendo muestra inocencia en su mirada, rodeada de elementos de la religión católica, y vestida con un atuendo blanco, simbolismo de su pureza carnal que Fausto, el otro personaje de la novel homónima, con su seducción destruirá.

Margarita (de la pintura de Oquendo) inclina levemente el rostro para mirar al espectador con gesto tímido y recatado, mientras sostiene un misal con ambas manos. Su figura de tonalidades claras destaca claramente sobre la penumbra de una estancia gótica con vitrales sacros, en alusión al ingreso forzoso de la protagonista en un monasterio de clausura.
Extracto de Margarita, de la Colección del Ministerio de Relaciones Exteriores.

Las medidas de la obra son 138 x 94,5 cm, y cuentan con la firma M.R.O de Oquendo en la parte inferior izquierda.

## Historia

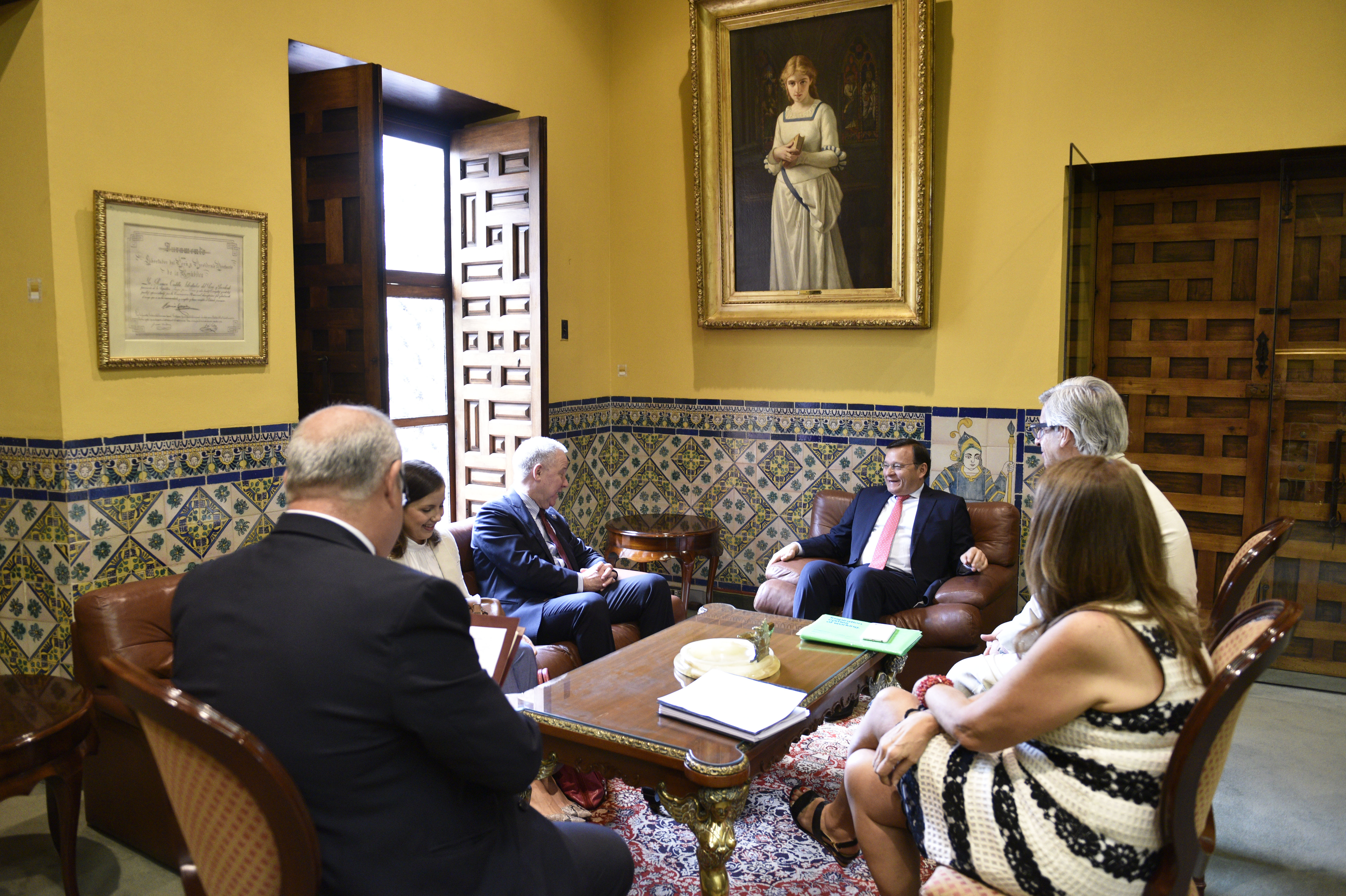
Margarita en el Palacio de Torre Tagle, 2017.

En 1921 Oquendo le contó a la escritora y amiga Elvira García y García, que tenía intención de dar en donación a Margarita y otras obras suyas al Estado peruano para su conservación luego de su muerte. En 1928 envió una misiva a Emilio Gutiérrez de Quintanilla, que era el director del Museo de Historia Nacional, para hacerle entrega de sus obras y estén a disposición del público.
La obra llegó a exponerse en el Salón de París en 1870, en representación del arte peruano. No se tiene registro si mostró a Margarita en la exposición Nacional de 1872, junto con otras de sus creaciones como Viejo republicano y Bambino napolitano. La obra se mantuvo en la colección del Museo de Historia Nacional, hasta algún punto de inicios del siglo XX cuando fue pasado a la colección del palacio de Torre Tagle bajo administración de la Cancillería del Perú. La cancillería tiene a Margarita con el código 26400002.

## Legado
Emilio Gutiérrez de Quintanilla, el director museístico, quedó impactado por la obra y la misiva de Oquendo que decidió publicarla con el título de la línea y el color el mismo año que le llegó la carta.